# 신인우
신인우(申仁雨, 1914년 4월 16일 ~ 1993년 11월 24일)는 대한민국의 제5·6대 국회의원을 지낸 정치인이다. 본관은 고령 신씨 귀래정공파이며, 강원도 정선군 출신이다.

## 학력
- 정선보통학교 졸업

## 경력
- 강원도 군속시험 합격
- 대한민국 총무처 문서과 부과장
- 서울특별시 소방과장
- 민주당 정선군당 부위원장
- 민주당 중앙위원
- 민주당 강원도당 부위원장
- 신민당 강원도당 위원장
- 민정당 강원도당 위원장
- 민중당 중앙상무위원

## 역대 선거 결과
|  | 10.69% |

|  | 26.48% |

|  | 8.37% |

|  | 38.3% |

|  | 7.05% |

|  | 6.08% |